# Đế quốc Việt Nam
Đế quốc Việt Nam (chữ Hán: 越南帝國; tiếng Nhật: ベトナム帝国, đã Latinh hoá: Betonamu Teikoku, cựu tự thể: 越南帝國, chuyển tự Etsunan Teikoku, tiếng Pháp: Empire du Viêt Nam) là tên gọi chính thức của một Nhà nước Việt Nam thân Nhật Bản, tồn tại chỉ 5 tháng trong lịch sử Việt Nam từ tháng 3 đến tháng 8 năm 1945.
Sau khi Nhật đảo chính Pháp tại Đông Dương đêm ngày 9 tháng 3 năm 1945, Hoàng đế Bảo Đại tuyên bố Đế quốc Việt Nam độc lập với sự cộng tác với Đế quốc Nhật Bản. Ngày 17 tháng 4, Nội các Đế quốc Việt Nam do Trần Trọng Kim làm Tổng trưởng (Thủ tướng) được thành lập. Tuy có nội các nhưng Đế quốc Việt Nam thực chất vẫn là nền quân chủ chuyên chế mà không phải là nền quân chủ lập hiến như ở Anh Quốc hay Hà Lan. Do Đế quốc Việt Nam không có Quốc hội, cũng không có Hiến pháp, mặt khác, Đế quốc Nhật Bản vẫn nắm quyền chi phối hoạt động của Đế quốc Việt Nam, ngay cả các Bộ trưởng của Đế quốc Việt Nam không thể làm được việc gì nếu không được cố vấn tối cao Nhật Bản đồng ý.
Theo một số tài liệu lịch sử, Đế quốc Việt Nam là chính quyền do Đế quốc Nhật Bản dựng lên và không có thực quyền. Giới sử gia phương Tây xếp chung với các chính phủ bù nhìn khác do Nhật thành lập tại các nước bị họ chiếm đóng trong Thế chiến II như Mãn Châu Quốc, Chính phủ Uông Tinh Vệ, Mông Cương, Đệ nhị Cộng hòa Philippines... Tháng 8 năm 1945, khi Đế quốc Nhật Bản sắp bại trận, Bảo Đại đã gửi thư cho Tổng thống Mỹ, vua Anh, Thống chế Trung Hoa và Pháp đề nghị công nhận Đế quốc Việt Nam là chính phủ đại diện cho Việt Nam nhưng không được hồi âm. Cùng với sự bại trận của Nhật Bản trong Thế chiến II, theo Tuyên bố Cairo, tất cả các chính phủ này đều tự sụp đổ hoặc bị Đồng Minh giải thể trong năm 1945. Vua Bảo Đại sau này cũng xác nhận rằng nước Việt Nam chỉ là vật hiến tặng của Đế quốc Pháp cho Đế quốc Nhật Bản và không có được độc lập thực sự.
Đến 24 tháng 8 năm 1945, trong cao trào của Cách mạng Tháng Tám, Hoàng đế Bảo Đại quyết định thoái vị. Thủ tướng Đế quốc Việt Nam là Trần Trọng Kim phản đối cách mạng do tư tưởng bảo hoàng, khăng khăng muốn giữ ngai vàng cho triều đình nhà Nguyễn. Nhưng với việc quân Nhật đã đầu hàng, một mình Trần Trọng Kim không làm gì được trước cao trào cách mạng. Theo lời thuật của Phan Anh, Bộ trưởng Bộ Thanh niên của Đế quốc Việt Nam, tất cả thành viên nội các Đế quốc Việt Nam đều không ủng hộ Trần Trọng Kim do nhận thấy lòng dân đã hướng về Việt Minh, nhất trí từ chức và ủng hộ Chính phủ mới của Hồ Chí Minh. Chính phủ Đế quốc Việt Nam đến đây tan rã.

## Bối cảnh
Trong Chiến tranh thế giới thứ hai, quân đội Pháp tại Đông Dương đã mất hết quyền kiểm soát Đông Dương thuộc Pháp và quyền này rơi vào tay người Nhật vào năm 1941. Tuy nhiên, người Nhật vẫn giữ lại bộ máy chính quyền thực dân Pháp và chỉ điều khiển sau hậu trường.
Ngày 9 tháng 3 năm 1945, khi tình hình chiến tranh Thái Bình Dương thay đổi bất lợi, Nhật đổi chính sách và tiến hành đảo chính Pháp, bắt giam các tướng lãnh và tước khí giới của quân đội Pháp ở Đông Dương. Đại sứ Nhật ở Đông Dương là Matsumoto Shunichi giao cho đại diện Pháp là Toàn quyền Đông Dương, Đô đốc Jean Decoux tối hậu thư đòi người Pháp phải chấp nhận vô điều kiện quyền chỉ huy của Đế quốc Nhật Bản trên mọi phương diện. Ở Huế, đại úy Kanebo Noburu vào báo với vua Bảo Đại quyền lực của Pháp đã bị loại bỏ.
Sau cuộc tập kích bất ngờ vào quân Pháp đêm 9/3/1945, vấn đề quan trọng nhất đối với quân Nhật là duy trì bằng được "trật tự và ổn định" nhằm tìm nguồn cung ứng vật chất tại chỗ cho gần 100.000 lính Nhật, cũng như để cung cấp cho việc phòng thủ nước Nhật Bản trước đà tấn công của quân Đồng Minh. Tuy nhiên, đúng lúc đó, bộ máy hành chính thực dân mà Nhật kế thừa từ Pháp đã tan rã, vì thế việc thành lập bộ máy cai trị bản xứ đặt ra như một đòi hỏi cấp bách và Đế quốc Việt Nam ra đời trong bối cảnh đó.
Ngay từ đêm 8/3/1945, quân đội Nhật Bản đã được phái đến canh giữ nghiêm ngặt nhà của các quan lớn trong Triều Nguyễn. Họ giữ các quan này ở trong nhà để chờ lệnh từ chỉ huy Nhật. Theo lời kể của đại thần Phạm Quỳnh, quân Nhật đi tìm tất cả các quan trong Viện Cơ mật (gồm sáu vị Thượng thư) và giam họ lại một chỗ. Sáng 10/3/1945, trên đường đi săn, Bảo Đại bị một toán quân Nhật giữ lại và hôm sau đưa về kinh thành. Khi đã đưa được Bảo Đại về kinh đô, quan Nhật là Yokoyama đưa cho họ 2 văn bản đã viết sẵn: Bản tuyên bố hủy bỏ các hiệp ước nhà Nguyễn đã ký với Pháp và Bản tuyên bố giải tán Viện Cơ mật, tất cả nhằm dọn đường cho việc thành lập nội các Đế quốc Việt Nam. Yokoyama nói thẳng: "Tôi cho các vị 15 phút để suy nghĩ". Trong hoàn cảnh đó, các quan nhà Nguyễn không muốn ký cũng không được.

## Đế quốc Việt Nam tuyên bố độc lập

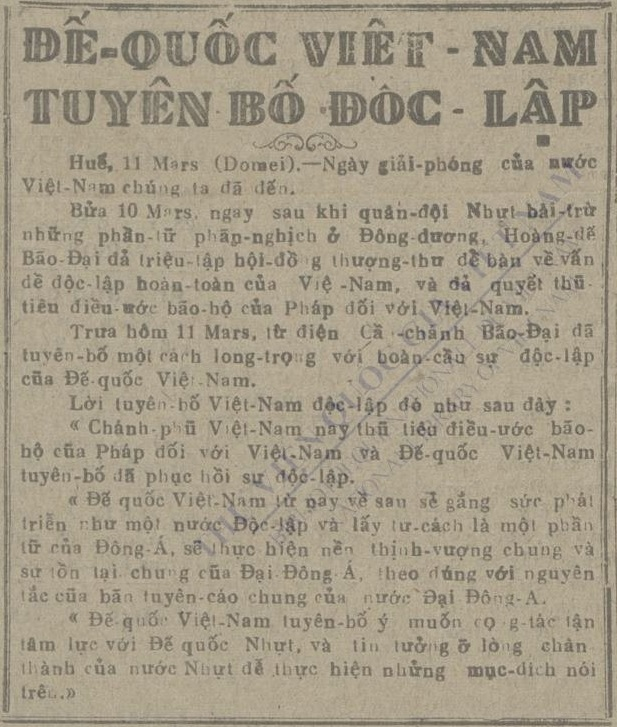
Nhật báo Sài Gòn loan tin Đế quốc Việt Nam tuyên bố độc lập.

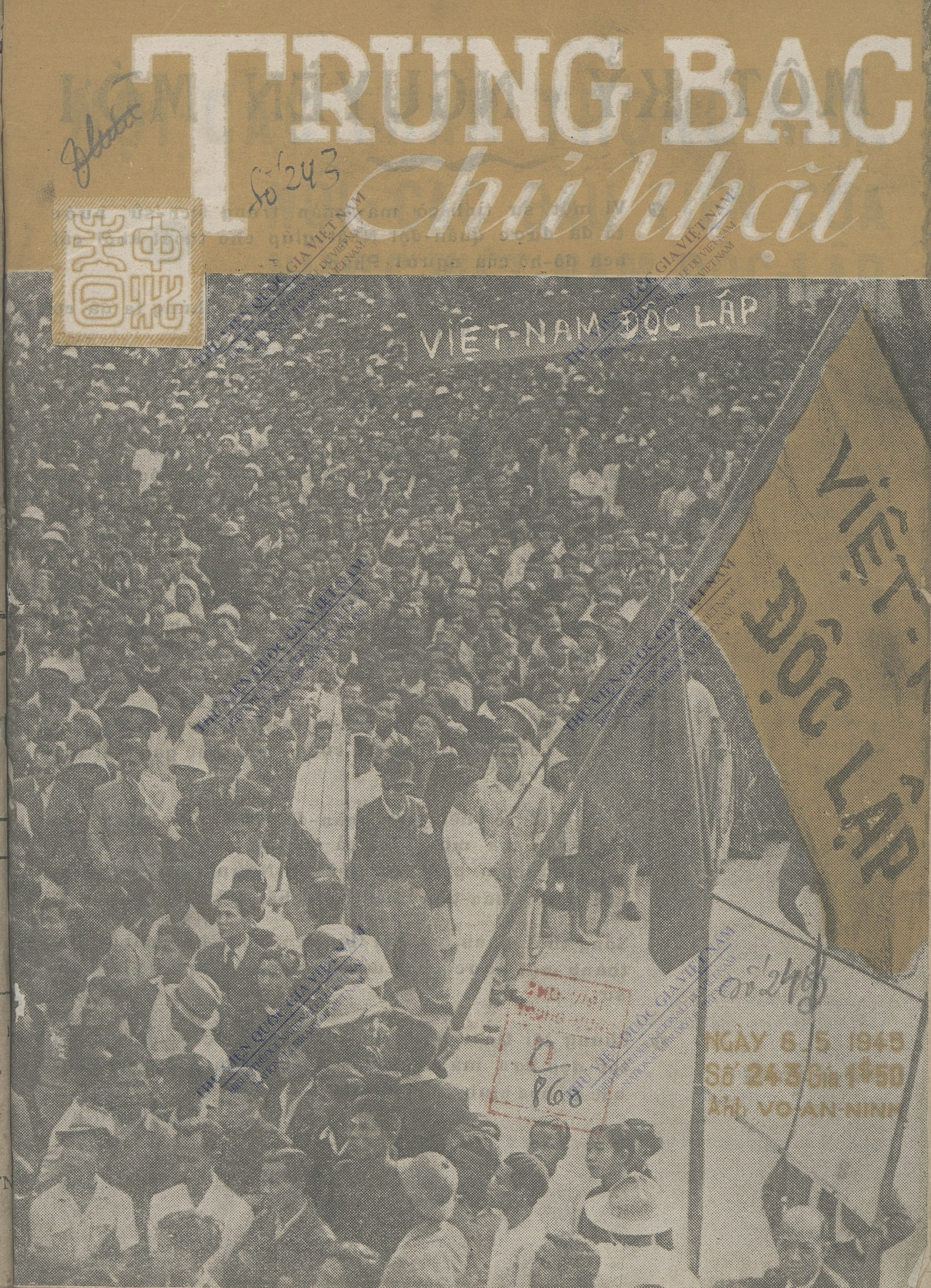
Dân chúng mừng Việt Nam độc lập, trang đầu báo Trung Bắc Chủ nhật số 243, ngày 6 tháng 5 năm 1945 tại Hà Nội.

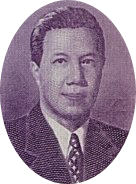
Hoàng đế Bảo Đại

Hôm sau, ngày 11 Tháng Ba năm 1945, vua Bảo Đại gặp mặt Cố vấn tối cao của Nhật là đại sứ Yokoyama Masayuki tại điện Kiến Trung để ký bản Tuyên cáo Việt Nam độc lập. Cùng đi với Yokoyama là Tổng lãnh sự Konagaya Akira và Lãnh sự Watanabe Taizo. Bản tuyên cáo đó có chữ ký của sáu vị Thượng thư trong Cơ mật Viện là Phạm Quỳnh, Hồ Đắc Khải, Ưng Úy, Bùi Bằng Đoàn, Trần Thanh Đạt và Trương Như Đính, chiếu chỉ đề ngày 27 Tháng Giêng ta năm thứ 20 niên hiệu Bảo Đại, theo hồi ký của Bảo Đại là:
| “         | Cứ theo tình hình thế giới nói chung và hiện tình Á Châu, chính phủ Việt Nam long trọng công bố rằng: Kể từ ngày hôm nay, Hòa ước Bảo hộ ký kết với nước Pháp được hủy bỏ và vô hiệu hóa. Việt Nam thu hồi hoàn toàn chủ quyền của một Quốc gia Độc lập. | ” |
| — Bảo Đại | |   |

Theo đó triều đình Huế tuyên bố hủy bỏ Hòa ước Patenôtre ký với Pháp năm 1884 vốn áp đặt nền bảo hộ của Pháp lên toàn cõi nước Việt Nam. Tuy nhiên, do văn bản được Nhật Bản soạn thảo nên đoạn sau của Tuyên cáo được cài thêm khẩu hiệu về Khối Thịnh vượng chung Đại Đông Á, nguyên văn đăng trên báo chí như sau:
| “ | Chính phủ Việt Nam nay thủ tiêu điều ước bảo hộ của Pháp đối với Việt Nam và Đế quốc Việt Nam tuyên bố đã phục hồi sự độc lập. Đế quốc Việt Nam từ nay về sau sẽ gắng sức phát triển như một nước Độc lập và lấy tư cách là một phần tử của Đông Á, sẽ thực hiện nền thịnh vượng chung và sự tồn tại chung của Đại Đông Á, theo đúng với nguyên tắc của bản tuyên cáo chung của nước Đại Đông Á. Đế quốc Việt Nam tuyên bố ý muốn cộng tác tận tâm lực với Đế quốc Nhật, và tin tưởng ở lòng chân thành của nước Nhật để thực hiện những mục đích nói trên. | ” |

Với Dụ số 1 ra ngày 17 tháng 3, vua nêu khẩu hiệu "Dân Vi Quý" (chữ Nho: 民爲貴; lấy dân làm quý) làm phương châm trị quốc. Vua Bảo Đại giải tán nội các cũ, các quan Thượng thư đồng loạt từ chức. Việc tìm một người bản xứ đứng ra lập nội các mới cũng được Nhật Bản cân nhắc. Cụ Huỳnh Thúc Kháng là một nhân vật quan trọng trong phong trào Duy Tân, được Nhật mời đầu tiên, nhưng cụ đã từ chối ngay vì không muốn phục vụ cho quân đội nước ngoài đang chiếm đóng nước mình. Trước đó, năm 1943, nhà yêu nước Nguyễn An Ninh đang bị cầm tù ở Côn Đảo, được một viên tướng Nhật ra đảo mời hợp tác nhưng ông cũng kiên quyết từ chối.
Cuối cùng, nhà sử học Trần Trọng Kim được Nhật Bản đón về từ Singapore, rồi được đưa ra Huế để Bảo Đại giao nhiệm vụ thành lập nội các mới. Lúc đó vua Bảo Đại nói với Trần Trọng Kim: "Trước kia người mình chưa độc lập. Nay có cơ hội, tuy chưa phải độc lập hẳn, nhưng mình cũng phải tỏ ra có đủ tư cách để độc lập. Nếu không có chính phủ thì người Nhật bảo mình bất lực, tất họ lập cách cai trị theo thể lệ nhà binh rất hại cho nước ta. Vậy ông nên vì nghĩa vụ lập thành một chính phủ để lo việc nước."  Trần Trọng Kim được lựa chọn thành viên nội các, Nhật Bản không bắt ông phải dùng những người của họ đã định trước. Mục tiêu của Trần Trọng Kim khi thành lập chính phủ là "Chúng tôi muốn đặt trước Đồng Minh khi chiến tranh chấm dứt với một nước Việt Nam độc lập trên thực tế để chúng ta không thể nào trở lại tình trạng cũ là một thuộc địa của Pháp nữa".
Tướng Nhật Tscuchihashi nghĩ rằng chỉ cần Việt Nam độc lập danh nghĩa hơn là thực chất và chính phủ mới của Việt Nam phải được Nhật kiểm soát chặt chẽ. Theo tác giả Daniel Grandcléme, thoạt đầu quan đại thần Phạm Quỳnh được chỉ định tạm quyền nhưng ông này quá thân Pháp, ngoài ra ông ta thấy ngay "nền độc lập" của Đế quốc Việt Nam có những giới hạn khắt khe giống như hồi còn chế độ bảo hộ Pháp: không được tự chủ về ngoại giao, không có quân đội, không có độc lập tài chính... Do vậy, quân Nhật quyết định không bổ nhiệm Phạm Quỳnh và chọn một nhân vật ôn hoà hơn và gần gũi với Nhật Bản – đó là nhà sử học Trần Trọng Kim, người lúc này đang ở Singapore và vua Bảo Đại chẳng có vai trò gì trong việc chỉ định.
Để chuẩn bị nội các mới, Bảo Đại hai lần gửi điện vào Sài Gòn mời Ngô Đình Diệm ra Huế, nhưng cả hai bức điện đều bị tình báo Nhật ngăn chặn, vì thật ra phương án sắp đặt cho hoàng thân Cường Để (1882-1951) lên ngôi vua và Ngô Đình Diệm giữ chức thủ tướng trước đó không lâu đã bị giới lãnh đạo quân sự Nhật Bản hủy bỏ, do không muốn gây nhiều xáo trộn, để thay vào bằng kế hoạch Bảo Đại – Trần Trọng Kim cũng được chuẩn bị sẵn từ hơn một năm trước.
Trong bản Tuyên cáo trước quốc dân về đường lối chính trị, dưới sự khống chế của Nhật Bản, nội các Trần Trọng Kim tuyên bố: "quốc dân phải gắng sức làm việc, chịu nhiều hy sinh hơn nữa và phải thành thực hợp tác với nước Đại Nhật Bản trong sự kiến thiết nền Đại Đông Á, vì cuộc thịnh vượng chung của Đại Đông Á có thành thì sự độc lập của nước ta mới không phải là giấc mộng thoáng qua". Bản Tuyên cáo của Chính phủ Trần Trọng Kim làm nhân dân bàn tán xôn xao, vì Đức đã bại trận, Nhật Bản cũng khó tránh khỏi thất bại, cho nên Trần Trọng Kim lại phải tuyên bố để trấn an dư luận: "Việc nước Đức đầu hàng không hại gì đến sự liên lạc mật thiết giữa hai nước Nhật và Việt Nam... Sự bại trận ấy không thể giảm bớt lòng chúng ta kiên quyết giúp Nhật Bản đeo đuổi cuộc chiến đấu cho đến khi toàn thắng để kiến thiết vùng Đại Đông Á... ta chỉ phải giữ vững cuộc trị an trong nước và chịu những hy sinh cần thiết để cho quân đội Nhật Bản được chúng ta tận tâm giúp đỡ về mặt tinh thần và vật chất, nền độc lập của chúng ta có như thế mới thật vững bền".
Các tờ báo đương thời như Sài Gòn, Điện Tín, Dân Báo ở Sài Gòn, Tin Mới, Trung Bắc Chủ nhật, Nước Nam, Đông Phát ở Hà Nội, Ngày Mới ở Hải Phòng, Đoàn kết ở Vinh, Thanh niên ở Nam Định đều đăng bài tuyên bố nhiệt thành ủng hộ bản tuyên cáo. Tại Huế, chính phủ phát hành bán nguyệt san Việt Nam Đế quốc Công báo.
Theo Trần Văn Chánh, đa số quần chúng tỏ ra thờ ơ lạnh nhạt với sự "độc lập" dưới sự chiếm đóng của quân đội Nhật. Ngày 17/3/1945, ở các hương thôn, lý trưởng được lệnh tổ chức dân chúng mừng sự ra đời của Đế quốc Việt Nam tại các đình làng, nhưng không khí rất ảm đạm:
"Cửa đình mở rộng, trước sân đình có cờ, chuông, trống, như ngày cúng Thần. Hội đồng xã chỉ lưa thưa có mấy ông. Dân chúng chẳng ai đến cả, trừ một số chức việc có phận sự trong làng. Đến giờ, chuông trống nổi dậy, hương xã làm lễ tế Thần. Lý trưởng đọc lời 'tuyên cáo độc lập'. Y như một bài văn tế. Xong, chiêng trống tiếp tục và buổi lễ chấm dứt không đầy 30 phút. Không một tiếng vỗ tay. Không một lời hoan hô. Các ông làng xã, khăn đen áo dài khệ nệ như trong các đám cúng Thần theo nghi lễ cổ truyền, lặng lẽ đóng cửa đình sau khi dọn dẹp".
Khoảng 4 ngàn người ở Vinh ngày 14 tháng 3 và 15 ngàn người ở Hà Đông chiều 15 tháng 3 đã tham dự biểu tình mừng Việt Nam độc lập. Chủ nhật ngày 18 tháng 3, tại vườn Ông Thượng, Sài Gòn diễn ra cuộc biểu tình cả trăm ngàn người để ăn mừng sự độc lập của Việt Nam. Cũng trong ngày 18 tháng 3, một cuộc biểu tình chưa từng có ở Thái Bình diễn ra trong cảnh tưng bừng náo nhiệt.
Trong khi Bảo Đại tìm người lập nội các thì ngày 30/3/1945, trong một cuộc họp với công chức người Việt ở Long Xuyên, Toàn quyền Nhật Bản là Minoda nói thẳng bằng tiếng Pháp về bản chất sự "độc lập" của Đế quốc Việt Nam:
| “ | Có một sự hiểu lầm lớn về sự độc lập ở Đông Dương. Sự độc lập này là hoàn toàn ở dưới sự kiểm soát quân sự của Nhật Bản. Sự độc lập của đế chế Trung kỳ và cũng như của Cao Miên đã được tuyên bố. Nam kỳ chẳng những ở dưới sự kiểm soát quân sự mà còn dưới cả sự cai trị quân sự của Nhật Bản. Vậy thì không có sự độc lập của Nam kỳ | ” |

Sau này, trong hồi ký của mình, Trần Trọng Kim nhận xét về ý đồ của Nhật Bản như sau: 
| “ | "Nhật Bản trước vốn là một nước đồng văn đồng hóa ở Á Đông, nhưng về sau đã theo Âu hóa, dùng những phương pháp quỷ quyệt để mở rộng chủ nghĩa đế quốc của họ, trước đã thôn tính Cao Ly và Mãn Châu, sau lại muốn xâm lược nước Tàu và các nước khác ở Á Đông đã bị người Âu châu chiếm giữ. Người Nhật tuy dùng khẩu hiệu "đồng minh cộng nhục" và lấy danh nghĩa "giải phóng các dân tộc bị hà hiếp" nhưng thâm ý là muốn thu hết quyền lợi về mình". | ” |

## Nội các Đế quốc Việt Nam

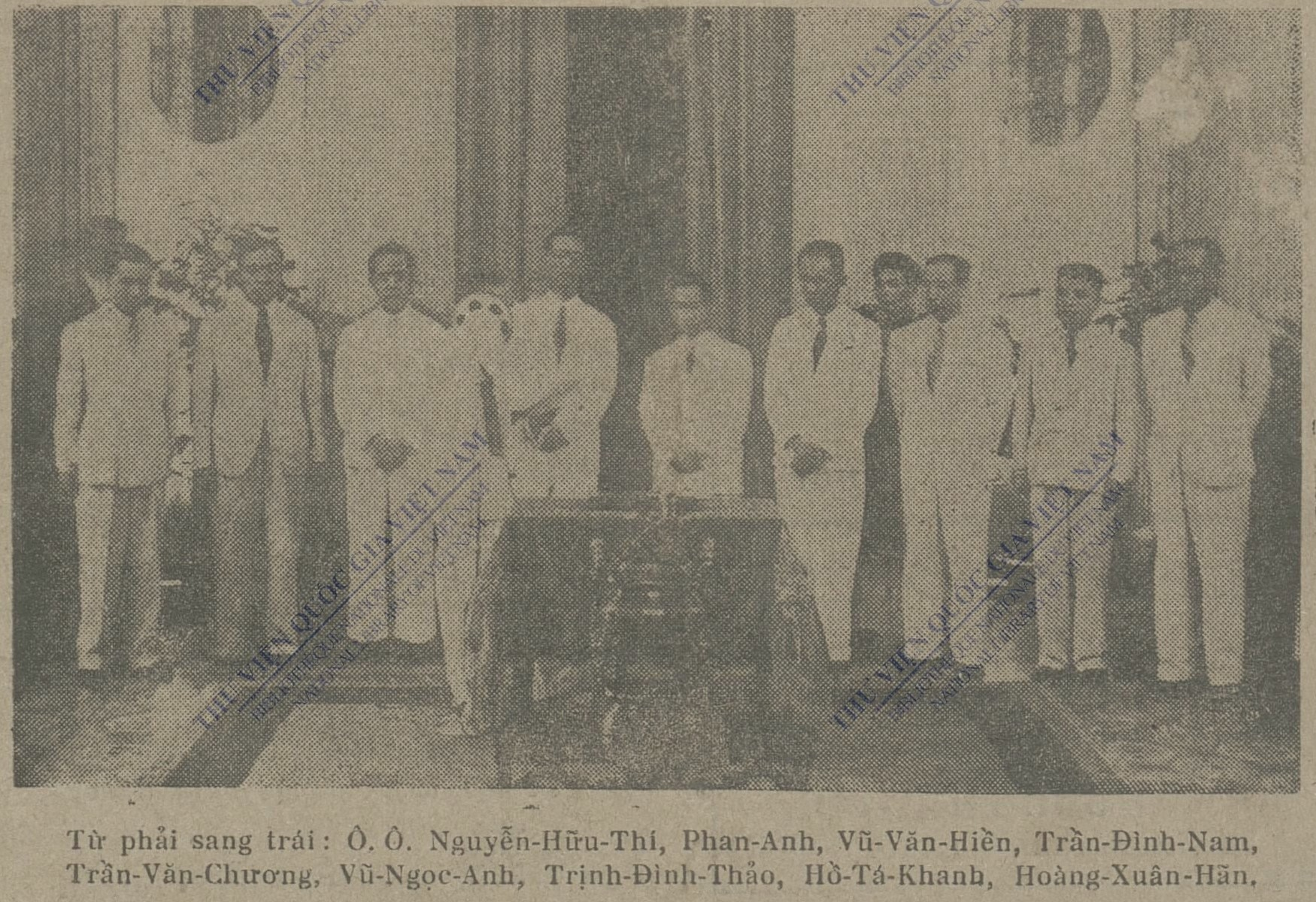
Tổng lý Nội các Trần Trọng Kim đọc bản tuyên cáo với quốc dân qua máy truyền thanh. Phía sau là các vị bộ trưởng. Huế ngày 8 tháng 5 năm 1945.

Ngay từ đêm 8/3, quân Nhật Bản đã được phái đến canh giữ nghiêm ngặt nhà của các quan lớn trong triều đình Nguyễn. Họ giữ các quan này ở trong nhà để chờ lệnh từ chỉ huy quân đội Nhật. Theo lời kể của đại thần Phạm Quỳnh, quân Nhật đi tìm tất cả các quan trong Viện Cơ mật và giam họ lại một chỗ. Đến sáng 9/3, khi đã đưa được vua Bảo Đại về kinh đô, quan Nhật là Yokoyama đưa cho họ 2 văn bản đã viết sẵn: Bản tuyên bố hủy bỏ các hiệp ước nhà Nguyễn đã ký với Pháp và Bản tuyên bố giải tán Viện Cơ mật, tất cả nhằm dọn đường cho việc thành lập nội các Đế quốc Việt Nam. Yokoyama nói thẳng "tôi cho các vị 15 phút để suy nghĩ". Trong hoàn cảnh đó, các quan nhà Nguyễn không muốn ký cũng không được.

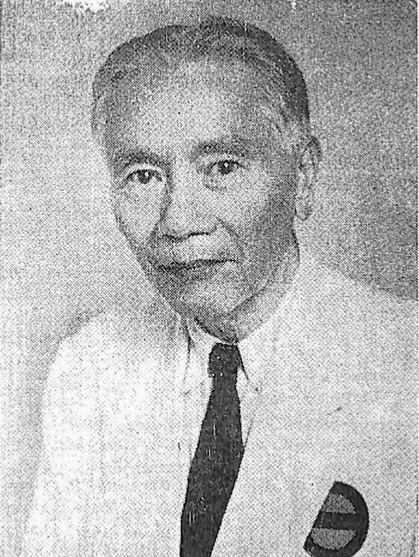
Thủ tướng Trần Trọng Kim

Nội các mới được thành lập vào ngày 17 tháng 4 với Trần Trọng Kim là Nội các Tổng trưởng. Ngay buổi đầu ông Trần Trọng Kim trình danh sách nội các với Bảo Đại đã có sự hiện diện của viên Cố vấn tối cao Nhật Bản tại Huế là Masayuki Yokoyama. Sau khi vua Bảo Đại chấp thuận nội các, Cố vấn Nhật xem danh sách nội các rồi nói "Tôi chúc mừng cụ đã chọn được người rất đứng đắn" . Đây là chính phủ kiểu hiện đại đầu tiên ở nước Việt Nam (không kể các triều đại phong kiến và chính phủ bảo hộ của Pháp trước đó) và Trần Trọng Kim là người đầu tiên có chức danh Thủ tướng ở Việt Nam. Với nội các tập hợp được những trí thức có tiếng lúc bấy giờ, thành phần nội các ra mắt ngày 19 tháng 4, trong đó có:
1. Bác sĩ Trần Đình Nam – Bộ trưởng Bộ Nội vụ
2. Luật sư Trịnh Đình Thảo – Bộ trưởng Bộ Tư pháp.
3. Kỹ sư Lưu Văn Lang – Bộ trưởng Bộ Công chính Giao thông
4. Bác sĩ Hồ Tá Khanh – Bộ trưởng Bộ Kinh tế
5. Luật sư Phan Anh – Bộ trưởng Bộ Thanh niên
6. Thạc sĩ Hoàng Xuân Hãn – Bộ trưởng Giáo dục và Mỹ thuật
7. Luật sư Trần Văn Chương - Bộ trưởng Bộ Ngoại giao
8. Bác sĩ Nguyễn Hữu Thí - Bộ trưởng Bộ Tiếp tế
9. Bác sĩ Vũ Ngọc Anh - Bộ trưởng Bộ Y tế và Cứu tế
10. Bác sĩ Hồ Tá Khanh - Bộ trưởng Bộ Kinh tế
11. Luật sư Vũ Văn Hiền - Bộ trưởng Bộ Tài chính

Cựu Tổng đốc tỉnh Thái Bình là Phan Kế Toại được bổ làm Khâm sai Bắc Kỳ còn Nguyễn Văn Sâm làm Khâm sai Nam Kỳ đại diện cho triều đình Huế ở ngoài Bắc và trong Nam. Tại Hà Nội, Phan Kế Toại tiếp thu phủ Thống sứ và Trần Văn Lai nhậm chức ở tòa Đô chính trước đám đông dân chúng đến chứng kiến việc thu hồi độc lập trên danh nghĩa.
Đế quốc Việt Nam không thành lập Bộ quốc phòng để tránh bị Nhật Bản lôi kéo tham gia chiến tranh thế giới thứ hai với tư cách đồng minh của Nhật Bản.
Suốt từ ngày 9/3/1945, từ vua Bảo Đại cho tới các tuyên cáo của nội các Đế quốc Việt Nam, rồi cả báo chí, bao giờ cũng có câu "Đại Đông Á vạn tuế" . Bản thân khẩu hiệu "Đại Đông Á" vốn do Nhật tạo ra, và 5 nguyên tắc của nó cho thấy rõ mục đích: Nhật Bản muốn lôi kéo các nước châu Á mà họ đã thôn tính được, bắt các nước này đóng góp nhân lực, của cải để Nhật tiến hành chiến tranh chống Anh – Mỹ, cũng như triệt tiêu ý định chống Nhật tại các nước này.
Mới ra mắt được 4 tháng, ngày 5/8/1945, hàng loạt thành viên nội các Trần Trọng Kim xin từ chức: 3 Bộ trưởng xin từ nhiệm, Bộ trưởng Vũ Ngọc Anh qua đời vì trúng bom do máy bay Mỹ ném. Các Bộ trưởng khác tuyên bố bất lực, bởi không thể làm được việc gì nếu không được Cố vấn tối cao Nhật đồng ý, trong khi vua Bảo Đại chỉ lo ăn chơi, săn bắn mà không quan tâm đến chính trị. Trần Trọng Kim cố gắng liên hệ nhưng các nhân vật cấp tiến đều khước từ cộng tác, đến đầu tháng 8 chính Trần Trọng Kim cũng nói mình bị "tăng huyết áp" và không ra khỏi nhà.
Dù rằng thành viên trong nội các Trần Trọng Kim đều là trí thức và thanh liêm, muốn giúp nước nhưng trước sự khống chế của Nhật Bản, họ đều thấy bản thân bị cô lập, bất lực và nội các cũng tan rã dần. Sau Cách mạng tháng Tám, phân nửa thành viên nội các Trần Trọng Kim đã đi theo Chính phủ kháng chiến của Việt Minh. Luật sư Phan Anh, người sớm nhận ra sự thật, sau này viết: 
"Chúng tôi đã lầm rất lớn. Chúng tôi đã tưởng lợi dụng được một đế quốc chống một đế quốc khác, tranh thủ quyền lợi về ta, nhưng trái lại bọn Nhật đã lợi dụng chúng tôi, ít nhất cũng là về danh nghĩa. Đó là một bài học đau đớn!"

Cờ lệnh của Hoàng đế Bảo Đại.

Ngày 08 tháng 5 năm 1945, Hoàng đế Bảo Đại đã tuyên Chiếu với Nội các về việc nước Việt Nam đã được giải phóng. Chiếu có đoạn: "Nước Việt Nam nay đã được giải phóng. Trẫm đã lựa chọn khắp các nhân tài trong nước, kén lấy những người có học thức, có kinh nghiệm, chắc chư khanh sẽ không phụ lòng Trẫm ủy thác và lòng dân hi vọng...".
Sau Chiếu của Hoàng đế, Nội các ra Tuyên cáo với Quốc dân về việc nước Việt Nam độc lập: "Sau 80 năm bị áp chế, nước ta đã khôi phục nền tự chủ và địa vị của một nước văn hiến cõi Á Đông. Vâng theo Đức Kim thượng, chúng tôi hết sức theo đuổi mục đích hợp nhất Quốc dân để củng cố nền độc lập và gây mạnh tinh thần yêu nước trong mọi giai tầng xã hội. Chính phủ sẽ ghi công các bực anh hùng đã hi sinh cho nòi giống, tìm cách cho các chính khách hải ngoại được trở về; xóa bỏ những hình án bất công và giải phóng những nhà ái quốc còn bị giam hãm. Nội các sẽ tìm cách thống nhất pháp luật để tránh sự lạm quyền. Nạn tham nhũng cần phải trừ cho tiệt. Chính phủ rất chú trọng đào tạo một thế hệ thanh niên mới, có tổ chức, có huấn luyện. Về kinh tế, Chính phủ dự bị một cuộc tổ chức mới, chú trọng nhất là nâng cao trình độ sinh hoạt dân chúng. Muốn thi hành chính sách ấy, phải cần sự hợp tác của các đoàn thể và cá nhân. Chúng tôi xin tuyên thể với quốc dân đem hết tâm trí để theo đuổi mục đích duy nhất là xây đắp nền độc lập nước nhà, không tư vì cá nhân hay đảng phái".

## Hoạt động

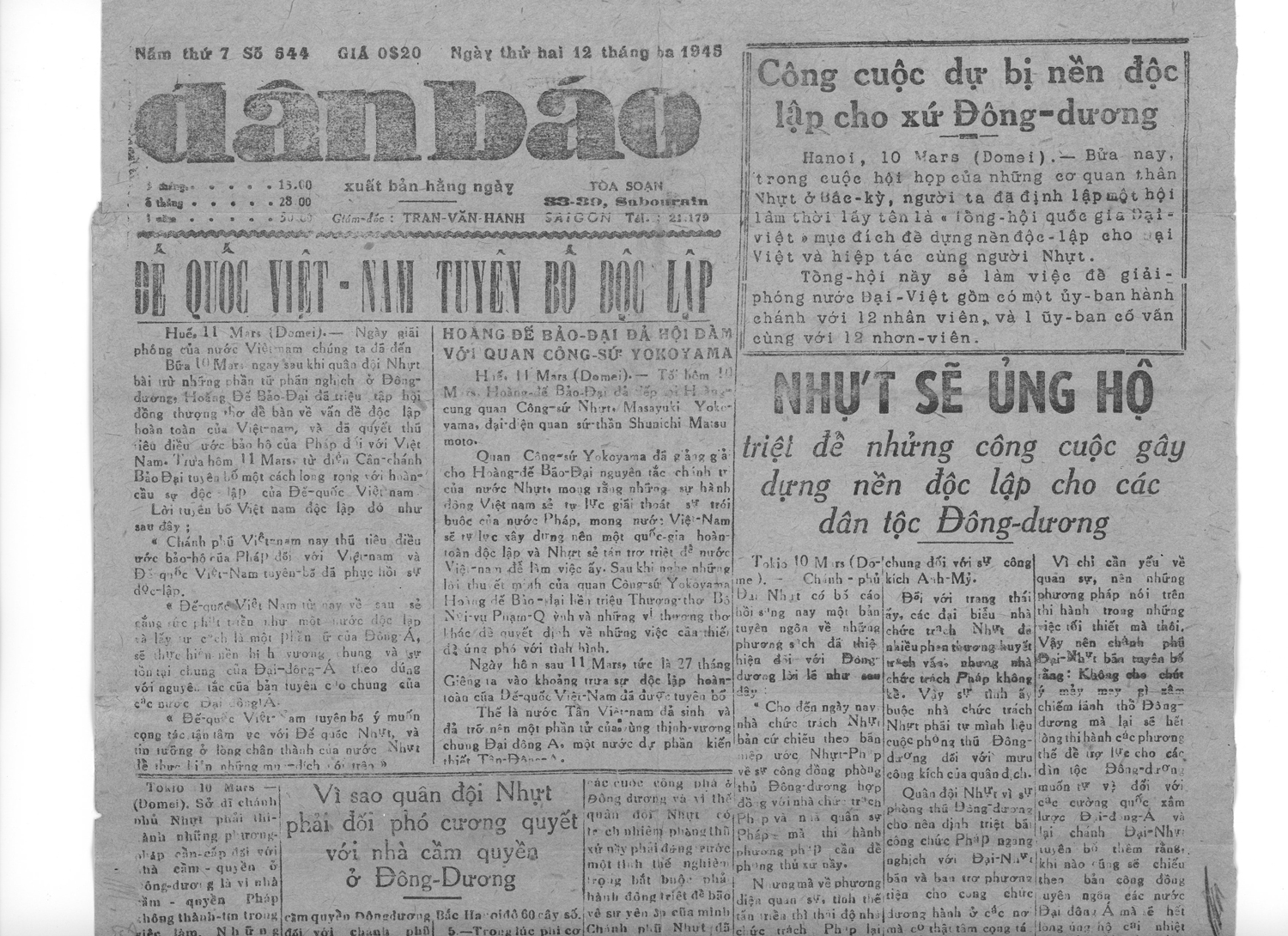
Các bản tin trên tờ Dân Báo sau ngày Việt Nam tuyên bố độc lập

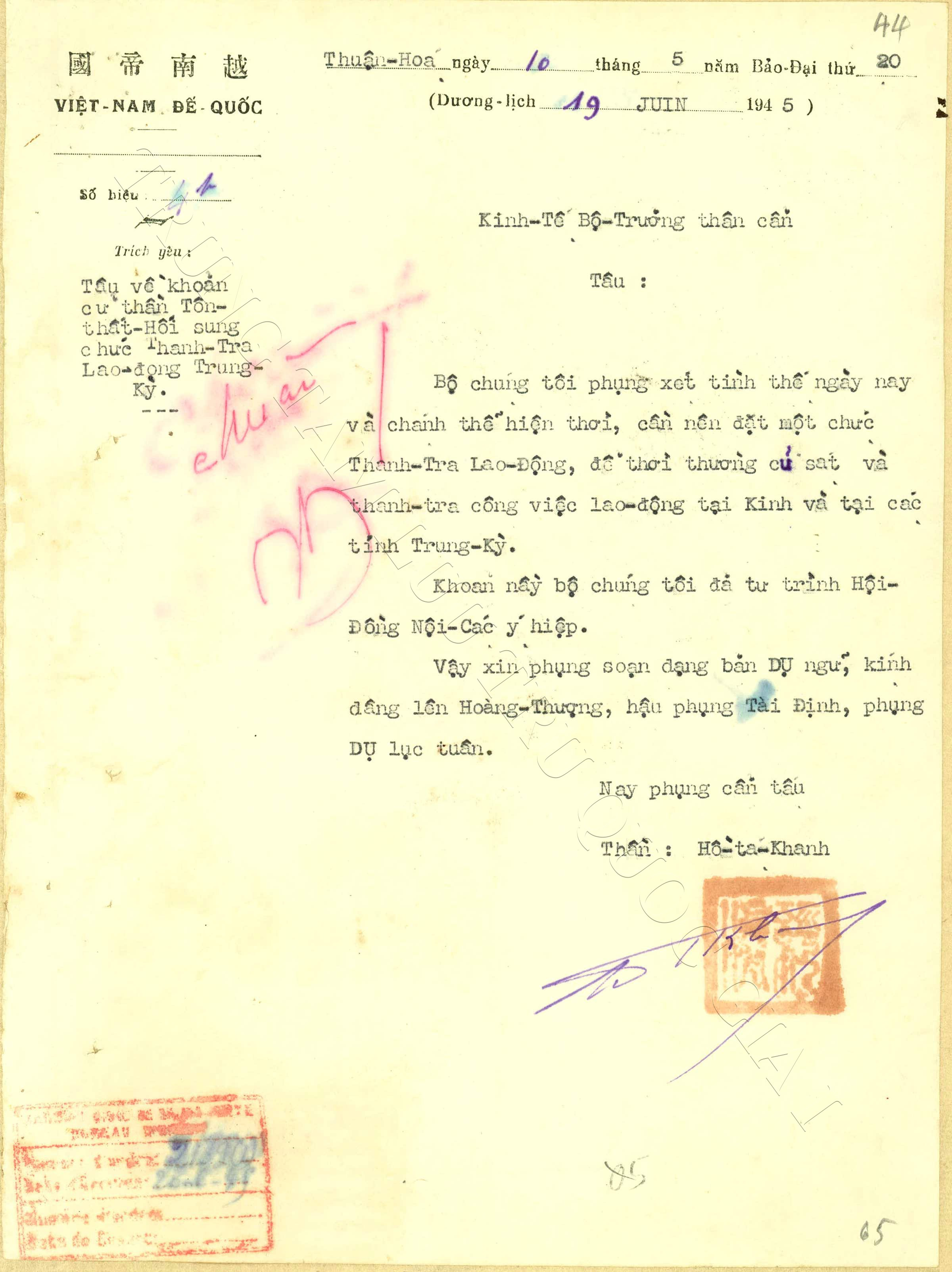
Một bản tấu của Bộ trưởng Kinh tế

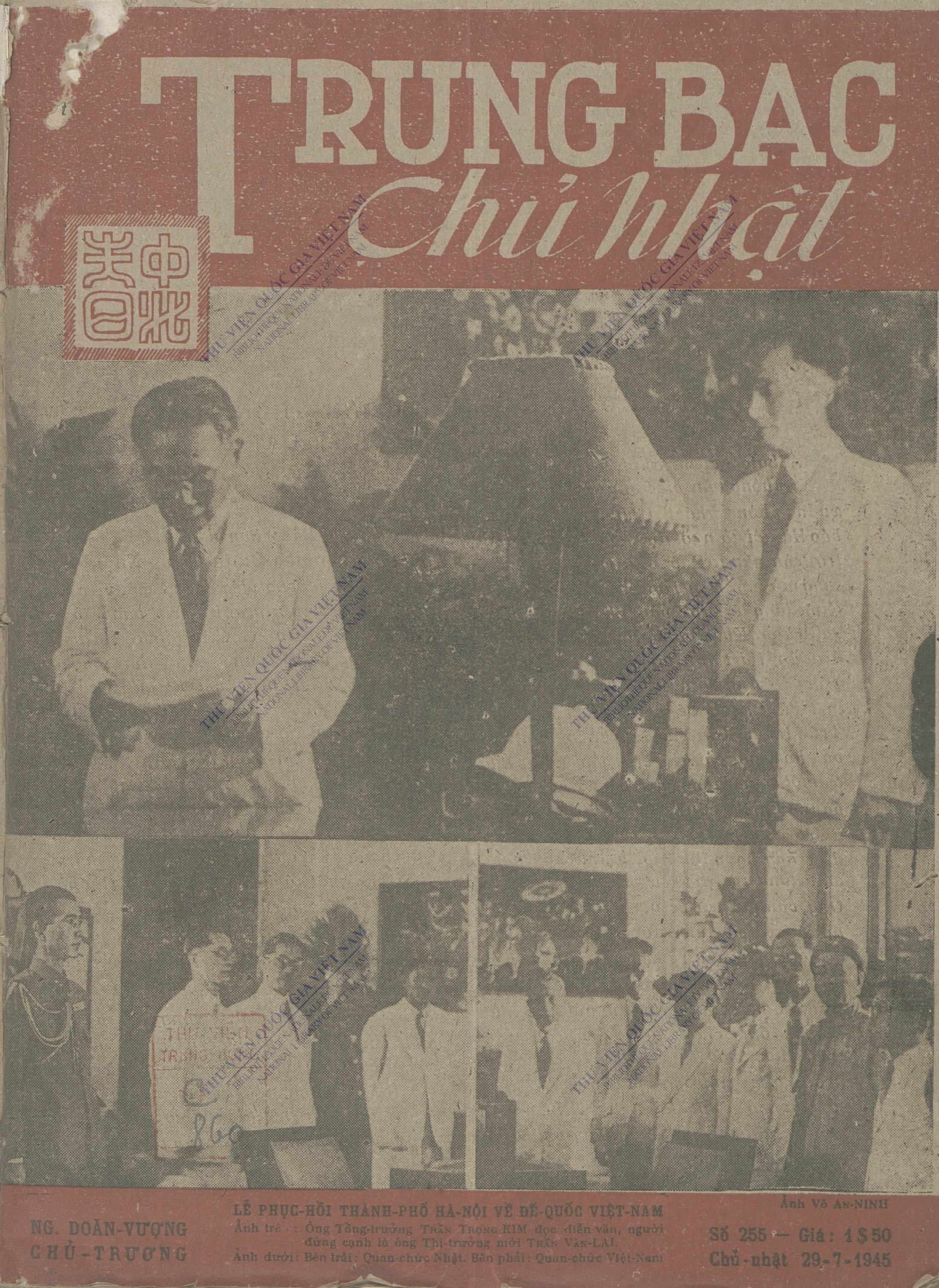
Thu hồi Hà Nội về sự quản lý của Việt Nam

Theo tuyên chiếu của Hoàng đế Bảo Đại ngày 8 tháng 5 năm 1945, Tổng trưởng Nội các Trần Trọng Kim cử Hội đồng xét về quốc hiệu, quốc kỳ, quốc ca. Ngày 12 tháng 6 năm 1945, Hoàng đế ký dụ số 52 tái khẳng định quốc hiệu là Việt Nam, quốc kỳ là cờ quẻ Ly có nền vàng thẫm hình chữ nhật, giữa có hình quẻ Ly màu đỏ thẫm. Bản Đăng đàn cung tiếp tục được giữ làm âm điệu của quốc ca, phần từ sẽ quyết định sau.
Dù không tồn tại được lâu, Nội các Trần Trọng Kim đã cố gắng đặt nền móng xây dựng một thể chế độc lập và tự chủ đầu tiên không thuộc Pháp. Tuy không được chuẩn bị kỹ lưỡng cũng như thiếu thốn rất nhiều nhân sự và vật lực để điều hành chính phủ, đối ngoại thì phải cố gắng dung hòa các thế lực quốc tế và chủ thuyết Đại Đông Á của Đế quốc Nhật, đối nội thì có nhiều phe phái muốn giành chính quyền, chính phủ mới vẫn đạt được một số điều kiện cơ bản, nhóm lên hy vọng độc lập và tự chủ cho nước Việt Nam. Trần Trọng Kim trở thành thủ tướng vì Ngô Đình Diệm đã từ chối đảm nhiệm chức vụ này, thành viên nội các đều do ông lựa chọn nên toàn là nhân sĩ trí thức nổi tiếng. Theo nhận định của báo Nhân dân sau này, tuy ít nhiều nắm bắt được nguyện vọng độc lập của quốc dân, và nhận thức được ý nghĩa của khối đoàn kết dân tộc, đề ra được một số chủ trương cải cách tiến bộ, nhưng Chính phủ Trần Trọng Kim không thể quy tụ, phát huy được sức mạnh của dân tộc, bởi thực quyền và phương tiện nằm trong tay Nhật. Công việc cấp bách nhất khi đó là vận chuyển gạo từ miền Nam ra miền Bắc để cứu đói mà chính phủ này cũng không thực hiện nổi.
Theo hồi ký của nhà báo Nguyễn Kỳ Nam, người được Toàn quyền Nhật Bản là Minoda cho đi theo trong các chuyến công du các tỉnh, sau một thời gian đã nhận xét: "Thế là rõ rệt rồi, Minoda thay thế Pagès (toàn quyền Pháp trước đó)! Nhật thay thế Pháp cai trị Nam Kỳ theo luật lệ Pháp để lại. Không hơn không kém! Việt Nam không độc lập gì ráo! Hay là Việt Nam xin được độc lập trên giấy tờ mà thôi. Chứ thật sự thì anh Nhật cầm hết quyền hành. Minoda đi khắp các tỉnh, định đường lối cai trị... y hệt như Pháp" .

### Thả tù chính trị và lập đội trị an
Trong những bước đầu tiên là Bộ trưởng Tư pháp Trịnh Đình Thảo ra lệnh thả hàng ngàn tù nhân chính trị bị Pháp giam giữ. Tuy nhiên, Đạo dụ ngày 17/5/1945 quy định chỉ thả những chính trị phạm không phải là đảng viên Cộng sản, và chỉ có một số rất ít tù nhân là đảng viên Cộng sản được ra khỏi nhà lao.
Tiếp theo đó thì Bộ trưởng Bộ Thanh niên là Phan Anh đứng tổ chức đội Thanh niên Tiền tuyến theo tinh thần quốc gia để huy động quốc dân giữ an ninh vì không có bộ Quốc phòng. Đế quốc Việt Nam không thành lập Bộ Quốc phòng để tránh phải tham gia chiến tranh thế giới thứ hai với tư cách đồng minh của Nhật Bản.
Đế quốc Việt Nam không có quân đội, người Nhật nắm toàn bộ vấn đề quốc phòng mà không giao cho chính phủ Trần Trọng Kim. Để bảo vệ trị an, Đế quốc Việt Nam có một nhóm nhỏ gọi là Thanh niên Tiền tuyến, nhưng khi Cách mạng tháng Tám nổ ra, lực lượng này lại bỏ đi theo Việt Minh. Không có quân đội, lực lượng trị an lại không tuân lệnh là một trong các nguyên nhân khiến Đế quốc Việt Nam dễ dàng bị sụp đổ sau này.

### Thu hồi Nam Kỳ
Trong thời gian ngắn ngủi chấp chính, chính phủ mới đã làm được một việc quan trọng nhất là thống nhất trên danh nghĩa xứ Nam Kỳ vào nước Việt Nam kể từ ngày 8 tháng Tám, 1945. Trước đó vào ngày 20 tháng Bảy chính phủ Việt Nam cũng thu hồi ba nhượng địa cũ là Hà Nội, Hải Phòng và Đà Nẵng vốn bị người Pháp chia cắt và áp dụng quy chế trực trị và bổ nhiệm ba vị đốc lý người Việt thay thế người Pháp..
Về việc thu hồi Nam Kỳ thì cuộc thương thuyết với Toàn quyền Tsuchihashi có kết quả mặc dù lúc đầu Tsuchihashi còn do dự vì triều đình Cao Miên (Campuchia) cũng đòi đất Nam Kỳ. Thủ tướng Trần Trọng Kim phái Nguyễn Văn Sâm làm quan Khâm sai vào Sài Gòn tiếp thu đất Nam Kỳ. Đại sứ Yokoyama ở Huế theo đó tuyên bố trao trả Nam Kỳ cho triều đình Huế. Ở ngoài Bắc thì Thống sứ Nishimura bàn giao với Khâm sai Phan Kế Toại tại Hà Nội ngày 12 tháng 8. Ngày 14 tháng 8, Đế quốc Việt Nam công bố chính thức tiếp thu Nam Kỳ, Nguyễn Văn Sâm được cử làm khâm sai. Ngày 16 tháng 8, giới chức Nhật bắt đầu chuyển giao các công sở cho Mặt trận Quốc gia Thống nhất. Thống đốc Minoda ở Sài Gòn đợi khâm sai Nguyễn Văn Sâm để bàn giao. Ban đầu dự tính vị Khâm sai Nam Bộ sẽ đến vào ngày 19 tháng 8, nhưng trên đường đi bị chậm trễ do Việt Minh nên tới chiều ngày 22 tháng 8 ông mới về tới Sài Gòn. Chính phủ Đế quốc Việt Nam lệnh rằng ngày 23 tháng 8 cử hành khánh hạ quốc gia được thống nhất; phủ Khâm sai Nam Bộ thông cáo cho các công sở, nhà buôn nghỉ làm, và tổ chức diễn hành, chào quốc kỳ, diễn thuyết mừng Việt Nam độc lập và thống nhất.
Ngày 25 tháng 8, tổ chức Thanh niên Tiền phong, lúc này đã tách khỏi Mặt trận Quốc gia và gia nhập Việt Minh, tham gia giành chính quyền. Ủy ban Hành chính Lâm thời Nam Bộ được thành lập. Sang ngày 26 thì Khâm sai Nguyễn Văn Sâm từ nhiệm sau khi được tin vua Bảo Đại đã thoái vị ở Huế, chấm dứt thể chế Đế quốc Việt Nam.

### Cải cách hành chính
Chính phủ Trần Trọng Kim hợp nhất hai bộ máy hành chính Nam triều và Bảo hộ do thực dân Pháp để lại. Từ đây, chính phủ Trần Trọng Kim đứng đầu hệ thống hành chính thống nhất trên toàn quốc. Chính phủ buộc các quan chức địa phương chỉ được nhận chỉ thị và báo cáo trực tiếp với Chính phủ Việt Nam chứ không được liên hệ với Sở Tối cao Cố vấn Nhật Bản. Tuy nhiên các cơ quan công an, tuyên truyền, thông tin liên lạc vẫn do người Nhật kiểm soát.
Chính phủ thành lập Ủy ban Cải tổ và Thống nhất Luật pháp. Hội đồng Cải cách Cai trị, Tư pháp và Tài chính có 16 thành viên như các ông Vũ Văn Hiền, Trần Văn Chương, Trần Văn Ân, Nguyễn Văn Huyên, Trần Đình Nam, Phan Kế Toại được giao nhiệm vụ xúc tiến việc soạn thảo cơ cấu mới cho quốc gia.
Chính phủ này còn dự định lập ra những Tư vấn Hội nghị ở các địa phương để giúp các Cơ quan Hành chính địa phương, tiến tới thành lập Tư vấn Hội nghị Toàn quốc giúp chính phủ cải cách quốc gia và soạn thảo Hiến pháp. Thủ tướng Trần Trọng Kim ra chỉ thị ngày 8 tháng Năm thành lập Hội nghị Tư vấn Quốc gia gồm 59 thành viên từ nhiều giới để giúp sức Sau đó sẽ bầu Quốc hội Lập hiến để phê chuẩn và ban hành Hiến pháp. Những dự định này chưa được thực hiện thì chính phủ đã giải tán.
Chính phủ cũng dự định soạn sơ thảo một bản Hiến pháp cấp tiến bảo đảm quyền tự do chính trị, tự do nghiệp đoàn và tự do tín ngưỡng. Hội đồng dự thảo Hiến pháp có 14 thành viên gồm có những ông Phan Anh, Nguyễn Tường Long, Vũ Đình Hòe, Huỳnh Thúc Kháng, Đặng Thai Mai, Tôn Quang Phiệt, Hồ Tá Khanh, Nguyễn Văn Sâm, Nguyễn Văn Thinh, Hồ Hữu Tường. Việc soạn thảo mới chỉ được tiến hành dở dang thì Đế quốc Việt Nam đã sụp đổ.
Chính phủ cũng ra lệnh bãi bỏ thuế thân cho những ai không có tài sản và những người có tiền lương dưới 100 đồng một tháng.

### Thay thế ảnh hưởng của Pháp

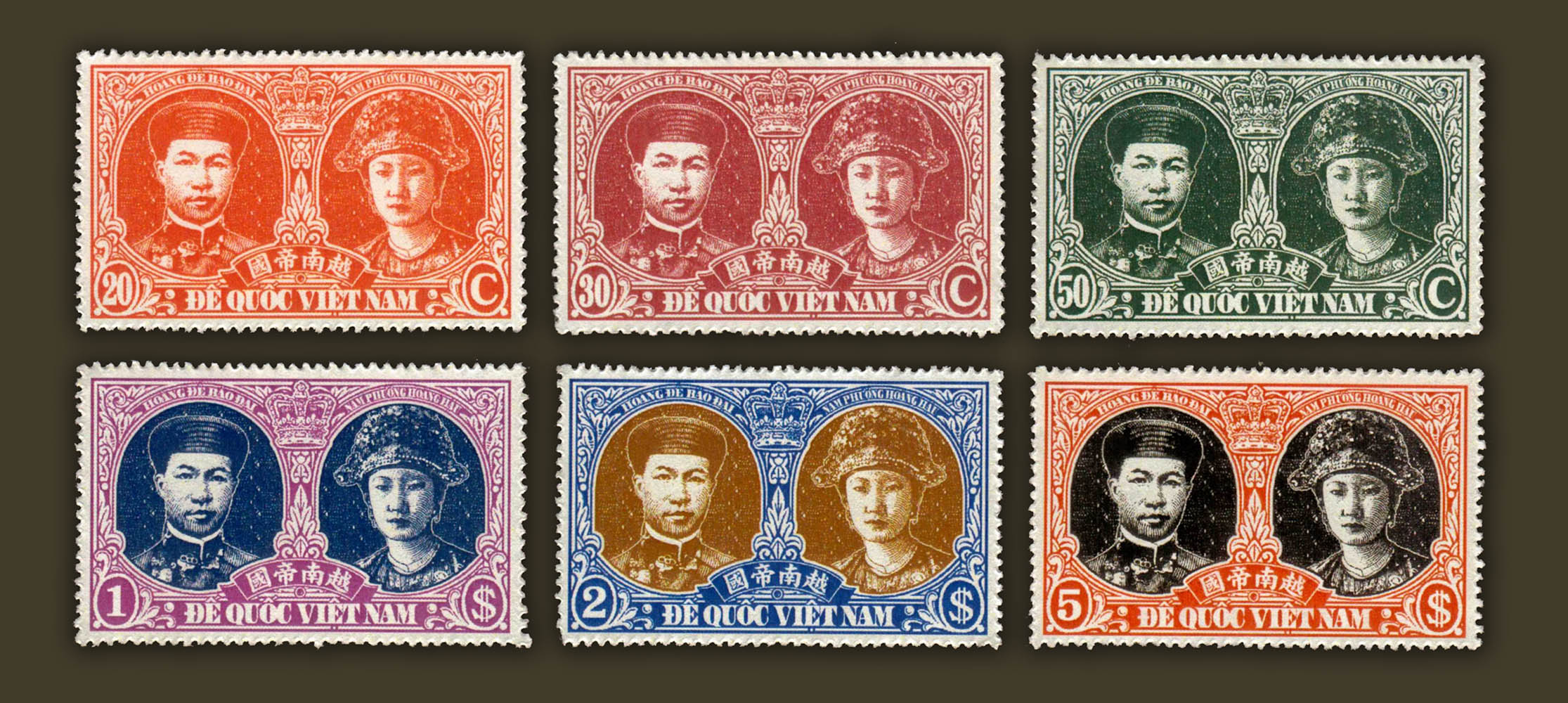
Tem in chân dung Hoàng đế Bảo Đại và Nam Phương Hoàng hậu dưới thời Đế quốc Việt Nam.

Đốc lý Hà Nội là Trần Văn Lai và Đô trưởng Sài Gòn Kha Vạng Cân ra sức đưa người Việt vào thay thế các vị trí của người Pháp trong bộ máy chính quyền cũ và phá hủy các bức tượng do người Pháp dựng lên trong các thành phố.
Một bước đột phá khác là thay chương trình dạy học bằng tiếng Pháp sang chương trình học bằng tiếng Việt, do học giả Hoàng Xuân Hãn đề ra. Thủ tướng Trần Trọng Kim giao việc này cho Hội đồng Cải cách Giáo dục với 18 thành viên trong đó có Hoàng Xuân Hãn, Hoàng Thị Nga, Nguyễn Mạnh Tường, Hoàng Minh Giám, Bùi Kỷ, Ngụy Như Kontum, Ưng Quả, và Hồ Văn Ngà duyệt xét.
Ngày 3 Tháng Sáu, 1945 vua Bảo Đại ra dụ số 67 chính thức bỏ tiếng Pháp làm ngôn ngữ chính và cho áp dụng chương trình giáo dục của Hoàng Xuân Hãn. Kết quả là đợt thi tú tài đầu tiên bằng tiếng Việt là vào niên học 1944-45. Tổng số trường học trên toàn quốc gồm có 4952 trường tiểu học (284.341 học sinh, thi bằng tiểu học), 25 trường cao đẳng tiểu học (2.000 học sính, thi bằng cao đẳng) và 4 trường trung học (500 học sinh, thi bằng tú tài) bấy lâu nay dùng tiếng Pháp để giảng dạy nay đổi qua dùng tiếng Việt. Đây cũng là nền tảng xây dựng cho chương trình giáo dục Việt Nam Dân chủ Cộng hòa và giáo dục Việt Nam Cộng hòa sau này. Tiếng Việt cũng được dùng làm ngôn ngữ hành chính, dùng ghi chép các giấy tờ, sổ sách.

### Nạn đói năm 1945
Năm 1945, đường sắt xuyên Đông Dương không còn sử dụng được nữa và đường thiên lý Bắc Nam cũng bị Đồng Minh ném bom phá hoại. Đường biển thì quân Đồng minh đã gài thủy lôi ở cửa biển Hải Phòng khiến hải cảng chính ở Bắc Kỳ cũng không thông thương được. Tàu chở hàng cỡ lớn đã bị Nhật trưng dụng, đồng thời quân Đồng minh phong tỏa đường biển nên tàu bè chở gạo ra Bắc chỉ ra được đến Đà Nẵng. Khi không quân Đồng minh mở rộng tầm oanh kích thì tàu chở gạo phải cập bến ở Quy Nhơn rồi cuối cùng chỉ ra được đến Nha Trang. Các kho thóc ở miền Bắc thì do Nhật Bản nắm giữ để chuẩn bị chở về chính quốc nên không được phép dùng để phát chẩn cứu đói. Khi đó gạo được chất đống trong kho của Nhật, Bảo Đại đã thử thuyết phục Đại sứ quán Nhật Bản mở kho phát gạo nhưng chỉ huy Nhật Bản không cho phép.
Không có phương tiện và tài chính, Nhật Bản thì tăng cường lấy gạo ở Việt Nam để chuyển về nước, chính phủ Trần Trọng Kim phải huy động những phương tiện thô sơ chuyển vận gạo từ Nam ra Bắc như xe bò hay thuyền nhỏ. Do thiếu phương tiện và nhân lực nên dù đã cố gắng Đế quốc Việt Nam vẫn không làm thuyên giảm được hậu quả ghê gớm của nạn đói Kết quả là nạn đói năm Ất Dậu 1945 đã khiến gần 2 triệu người chết đói, hàng triệu người phải bỏ nhà cửa đi lang bạt kiếm ăn, nhiều vùng nông thôn tại miền Bắc Việt Nam trở nên xơ xác, tiêu điều.
Báo Ngày Nay xuất bản tháng 6/1945 nhận xét về sự bất lực của Chính phủ Đế quốc Việt Nam, viết:
"Chúng tôi nhận thấy ai ai cũng thất vọng và chán nản, vì sau hai tháng hô hào và tốn bao giấy mực, dân đói miền Bắc cũng chưa thấy một bao gạo nào ở miền Nam đưa ra. Lời tuyên bố của thủ tướng còn vang vọng bên tai ta: "Cần nhất là phải tiếp tế cho dân đói miền Bắc" mà tới nay việc làm vẫn chưa đi theo lời nói; tuy rằng gạo miền Nam vẫn chất đầy trong các kho, các nhà máy, tuy rằng giấy bạc vẫn nằm từng xấp dày trong các két sắt của nhà tư sản Việt Nam, tuy rằng nội các vẫn có một bộ tiếp tế và một bộ tài chính"
Về vấn đề này, nhà sử học Trần Văn Giàu chỉ ra nguyên nhân của sự bất lực này của Đế quốc Việt Nam:
| “ | Lẽ dĩ nhiên, nguyên nhân trận chết đói năm 1945 chủ yếu không phải là do chính phủ Trần Trọng Kim mà là do chế độ thực dân, là chính sách tàn bạo của Pháp – Nhật. Sự bất lực của chính phủ Trần Trọng Kim phần lớn là do tính chất bù nhìn của nó. Nó không thể bớt chỗ nào thừa cho chỗ không có. Nó không thể chống nạn đầu cơ ở miền Bắc lúc ấy vẫn còn gạo trong các kho của quân phiệt Nhật. Nhật tích trữ lương thực để nuôi quân. Từ 9/3 đến giữa tháng 6, việc thu thóc tạ vẫn được thi hành trong lúc hàng chục vạn đồng bào ta chết rũ dọc đường xó chợ. Chính phủ Trần Trọng Kim đâu dám đụng đến việc thu thóc tạ, càng không dám đụng đến kho thóc của Nhật. Chính phủ đã cam đoan với Nhật là tiếp tế cho Nhật bằng hoặc hơn Pháp, để xứng đáng với cái "độc lập" mà Nhật ban cho! Cả chính phủ Trần Trọng Kim và Nhật đều bắt buộc mọi sự vận chuyển thóc gạo từ Nam ra Bắc đều phải qua "Ủy ban thóc gạo" ở Sài Gòn mà ủy ban này do công ty Nhật nắm. Khi tải ra đến Bắc thì phải gom gạo cho công ty thóc gạo Bắc kỳ 75% số lượng, công ty này lo bảo đảm trước hết lương thực cho quân Nhật, còn lại mới bán cho dân | ” |

Không những vậy, Đạo dụ của chính phủ Trần Trọng Kim ngày 13/6/1945 còn quy định: ai phạm việc phá hoại cầu cống, đường sá, cướp phá hoặc làm hư hại kho ngũ cốc, đồ ăn, gạo, đều bị kết án tử hình. Đạo dụ cũng cấm chỉ mọi cuộc tụ tập trên 10 người. Vì đạo dụ này, nhân dân không dám kéo đi phá kho thóc để chia cho người đói, hàng chục vạn người đã chết đói ngay bên ngoài cửa những kho thóc còn đầy ắp.
Trong khi Bộ Tiếp tế chỉ làm được vài việc vặt, thì Bộ Tài chính của Đế quốc Việt Nam gom tiền thuế của dân giao cho Nhật. Chỉ riêng trong 5 tháng tồn tại, Chính phủ Trần Trọng Kim đã nộp cho Nhật Bản khoản tiền 720 triệu đồng Đông Dương (Piastre), ngang với số tiền 726 triệu do chính quyền thực dân Pháp nộp cho Nhật Bản trong 5 năm trước đó (từ 1940 tới 9/3/1945). Tổng cộng trong thời gian Thế chiến thứ hai, người Việt Nam đã phải nộp cho Nhật Bản khoản tiền 1 tỷ 446 triệu đồng Đông Dương, tương đương 14 tỷ 460 triệu Franc lúc đó.
Dù phạm vi hoạt động có giới hạn, chính phủ Trần Trọng Kim cố gắng để vận chuyển gạo chống nạn đói. Bộ trưởng Tiếp tế Nguyễn Hữu Thí được gửi vào Sài Gòn sắp xếp việc vận chuyển gạo từ Nam ra Trung Bộ và Bắc Bộ. Các hải cảng xa Sài Gòn được dùng làm điểm khởi hành để tránh Mỹ oanh tạc. Tư nhân được phép tự do chuyên chở và mua bán gạo. Để ngăn hành vi gian dối, chính phủ ra lệnh kiểm soát giá cả và tồn kho lúa gạo. Người vi phạm có thể bị tử hình hoặc tịch thu tài sản. Ty Liêm phóng Kinh tế Bắc Bộ, do Nguyễn Duy Quế đứng đầu, thành lập để ngăn chặn việc buôn lậu. Vào cuối tháng 3, tất cả các hội cứu tế miền Bắc tập hợp lại thành Tổng Hội Cứu tế do Nguyễn Văn Tố cầm đầu, và đẩy mạnh lạc quyên cũng như chẩn tế. Từ tháng 3 tới tháng 5, Tổng Hội quyên được 783.403 đồng. Tại Nam Bộ, trong tháng 5 hơn 20 hội chẩn tế ra đời, và trong vòng một tháng các tổ chức trên quyên được 1.677.886 đồng, kể cả 481.570 đồng để mua và chuyên chở 1.592 tấn gạo. Nhờ nhiều nguyên nhân, trước hết được mùa chiêm vào tháng 5 và 6/1945; nhu cầu lương thực giảm hẳn sau khi đã có nhiều người bị chết đói từ trước; cũng như một số lượng kho thóc của quân Nhật bị Việt Minh đánh phá để chia cho dân đói trong Cao trào kháng Nhật cứu nước (từ tháng 3/1945), qua tháng 6/1945, nạn đói đã giảm đáng kể.

## Sụp đổ

### Quá trình sụp đổ
Vì không phải là một thế lực chính trị được ủng hộ rộng rãi và không có quân đội riêng, cũng không có bộ Quốc phòng (hoặc An ninh), chính phủ Trần Trọng Kim thực tế vẫn nằm dưới sự bảo hộ của quân đội Nhật chiếm đóng Đông Dương và chỉ kiểm soát được những thành phố và thị trấn lớn ở miền Bắc và miền Trung, trong khi không kiểm soát được tình trạng hỗn loạn diễn ra ở nhiều nơi khác. Trong thời kỳ cầm quyền, Đế quốc Việt Nam phải đối mặt với nhiều vấn đề: sự tận thu tài nguyên của quân đội Nhật Bản để phục vụ chiến tranh, sự khống chế của Nhật Bản, không có quân đội, và nhất là nạn đói Ất Dậu làm chết gần 2 triệu người. Cũng như tại bất cứ lãnh thổ nào mà quân Nhật chiếm đóng, người Nhật thực thi một chế độ quân quản cực kỳ tàn bạo. Họ tàn sát, tra tấn bất cứ người nào làm trái ý họ. Chính điều này cũng góp phần khiến cho Đế quốc Việt Nam được thành lập dưới chế độ quân quản của Nhật không được nhân dân ủng hộ.
Tuy Chính phủ mới quyết định không thành lập Bộ Quốc phòng để không bị Nhật lôi kéo tham gia vào thế chiến thứ hai, Trần Trọng Kim vẫn giao cho Phan Anh lập đội Thanh niên Tiền tuyến (còn được gọi là phong trào Thanh niên Khất thực). Tuy nhiên khi Cách mạng tháng Tám nổ ra, lực lượng này lại quay sang ủng hộ Việt Minh và không tuân lệnh của Đế quốc Việt Nam nữa.
Với các báo cáo điện tín đến từng giờ, đặc biệt là khi Việt Minh tiếp quản Hà Nội, nhưng cũng liên quan đến các sự kiện đáng lo ngại gần kinh đô, chẳng hạn ở Thanh Hóa và Hà Tĩnh, Thủ tướng Trần Trọng Kim cuối cùng đã từ bỏ nỗ lực của mình để tái thiết nội các. Vào ngày 20 tháng 8, ông đưa ra một tuyên bố (thực ra là được soạn thảo bốn ngày trước đó), tuyên bố đã hoàn thành hai mục tiêu quan trọng của mình là thống nhất lãnh thổ Việt Nam và duy trì khả năng hành chính. Kim nói: "Trước lịch sử, sứ mệnh của nội các chúng tôi giờ đây coi như đã hoàn thành". Trong bối cảnh thế giới đang thay đổi, Kim nhìn nhận mọi thứ cần phải tiếp tục. Trước khi từ chức, ông mong mỏi thống nhất về mặt chính trị, cho rằng kẻ thù "mong muốn chia rẽ".
Cùng thời gian này, vua Bảo Đại ra một tuyên bố, được ông soạn thảo ba hôm trước, nhìn nhận "sự giúp đỡ của Nhật Bản trong việc giúp Việt Nam giành lại độc lập", bày tỏ mong muốn thành lập một nội các mới, sẵn sàng từ bỏ vị trí hiện tại nếu cần thiết. Bảo Đại cũng thừa nhận mình "muốn làm công dân một nước đôc lập hơn là vua của một nước nô lệ". Câu nói này trước đó đã gây tranh cãi lớn trong cuộc họp nội các diễn ra ngày 17 tháng 8, vì ngữ cảnh của nó mang nghĩa Bảo Đại sẵn sàng thoái vị và đàm phán với Việt Minh. Trần Đình Nam, bộ trưởng bộ nội vụ thốt ra một câu đại loại như là "nhà vua cũng nên rút lui", khiến Trần Trọng Kim cho rằng ông này khi quân phạm thượng. Vũ Văn Hiền, bộ trưởng bộ tài chính mong muốn bàn giao chính quyền cho Việt Minh trong trường hợp nền quân chủ lập hiến được giữ vững. Nội các quyết định cử Phan Anh ra Hà Nội đàm phán. Bản tuyên bố của Bảo Đại khiến Trần Trọng Kim thất vọng sâu sắc, nhưng nhận sự đồng tình từ Hồ Tá Khanh cùng Phan Anh vì họ cảm thấy rõ cam kết của Bảo Đại đối với lợi ích quốc gia. Sau khi cân nhắc, ông quyết định không thay đổi từ ngữ trong bản tuyên bố này. Sau khi tuyên bố được đưa ra, người Nhật kiểm soát đài truyền thành ở Huế chiều ngày 21 tháng 8.
Khi quân Nhật đầu hàng Đồng Minh, chính phủ Trần Trọng Kim cũng chỉ tồn tại được đến ngày 23 tháng 8 năm 1945. Lực lượng Việt Minh tổ chức quần chúng tiến hành cuộc Cách mạng tháng 8. Chính phủ Trần Trọng Kim không có hành động quân sự chống lại mà tự nguyện chuyển giao chính quyền cho Việt Minh. Hồ Chí Minh đọc bản Tuyên ngôn Độc lập, tuyên bố thành lập nước Việt Nam Dân chủ Cộng hòa.
Ông Phạm Khắc Hòe, nguyên Tổng lý Ngự tiền văn phòng của triều Nguyễn kể lại rằng: ngay cả khi Nhật Bản đã đầu hàng, Trần Trọng Kim vẫn tìm cách giữ ngôi báu cho nhà Nguyễn, nhưng tình thế sụp đổ của chính phủ Đế quốc Việt Nam đã là không thể xoay chuyển, khi mà chính các thành viên nội các Đế quốc Việt Nam cũng ủng hộ Việt Minh do chán ngán việc bị Nhật Bản khống chế: 
| “ | "Rõ ràng là Trần Trọng Kim đã hạ quyết tâm phục vụ quan thầy Nhật đến cùng... Ngày 17-8, chính phủ họp. Ông Trần Đình Nam, Bộ trưởng Bộ Nội vụ, phát biểu: "Toàn dân thắt chặt đoàn kết chung quanh tổ chức mạnh nhất, hăng hái nhất, tức là Việt Minh, làm cho nước ngoài không thể giở thủ đoạn "chia để trị" ra được nữa. Vậy, tôi đề nghị chúng ta rút lui ngay, nhường hẳn quyền bính cho Việt Minh. Theo tôi nghĩ thì cả Hoàng đế cũng nên rút lui". Câu nói này làm cho Trần Trọng Kim nhảy dựng người lên, nghiêm khắc lên án Trần Đình Nam là dám đòi nhà vua bỏ ngôi báu. Một cuộc tranh luận sôi nổi dấy lên. Các bộ trưởng có thiện chí đều xin từ chức. Chính phủ Trần Trọng Kim không thể tồn tại được. Ông Trần Trọng Kim có muốn duy trì nó cũng không được. Ông đành ấm ức chấp nhận thực tế phũ phàng chứ không phải tự nguyện nhường quyền cho Việt Minh. Chính phủ Việt Nam Dân chủ Cộng hòa được thành lập sau cuộc cách mạng tháng 8 năm 1945 là kết quả của cuộc đấu tranh lâu đài, gian khổ, đầy hy sinh của nhân dân Việt Nam chống đế quốc Pháp, Nhật và tay sai, chứ đâu phải là một chính phủ chuyển tiếp êm thấm. Càng không phải là nhờ thiện chí của ông Thủ tướng Trần Trọng Kim! | ” |

Ở miền Nam Việt Nam, Pháp theo quân Anh trở lại Đông Dương và ngày 23 tháng 9 năm 1945 đã nổ súng gây chiến ở Sài Gòn rồi mở rộng đánh chiếm Nam Bộ. Pháp đã chấp thuận đề xuất của một số chính trị gia thuộc Hội đồng tư vấn Nam Kỳ (Conseil consultatif de Cochinchine) lập ra Cộng hòa tự trị Nam Kỳ. Điều này được nhiều người đánh giá là âm mưu của Pháp muốn tách miền Nam Việt Nam ra khỏi Việt Nam.
Một số nhân sĩ của nội các Đế quốc Việt Nam đã tham gia vào việc xây dựng chính phủ Việt Nam Cộng hòa sau đó tại lãnh thổ miền Nam như Trần Văn Chương, Trần Đình Nam. Một số khác tham gia Chính phủ Liên hiệp Kháng chiến Việt Nam hoặc đi theo Việt Minh như ông Huỳnh Thúc Kháng, Phan Anh, Phan Kế Toại, Trịnh Đình Thảo, Tạ Quang Bửu, Đặng Văn Hướng...

### Nguyên nhân sụp đổ
Chính phủ Việt Nam Dân chủ Cộng hòa và chủ thể kế thừa là Cộng hòa Xã hội Chủ nghĩa Việt Nam đều cho rằng trên thực tế Đế quốc Việt Nam chỉ là một chính phủ bù nhìn và mọi quyền lực đều thuộc về người Nhật Bản. Chính phủ Đế quốc Việt Nam chưa hề thiết lập được bộ máy Nhà nước hoàn chỉnh từ trung ương đến địa phương cũng như việc chính phủ Đế quốc Việt Nam chỉ kiểm soát được một phần rất nhỏ của lãnh thổ Việt Nam, ranh giới không rõ ràng, số lượng dân cư không ổn định (do Chiến tranh đang xảy ra và lực lượng chiến đấu chính là Việt Minh và phát xít Nhật). Mọi quyết định về điều hành Việt Nam đều do Đế quốc Nhật Bản thực hiện chứ không phải là Đế quốc Việt Nam.
Trên phương diện quốc tế, do được Đế quốc Nhật Bản (thuộc khối phát xít) thành lập nên tất cả các nước Đồng Minh (Anh, Pháp, Mỹ, Trung Quốc, Liên Xô...) đều không công nhận Đế quốc Việt Nam là chính phủ đại diện của Việt Nam. Theo Tuyên bố Cairo, các nước khối Đồng Minh sẽ không công nhận bất cứ chính phủ nào do Đế quốc Nhật Bản thành lập tại các lãnh thổ chiếm đóng. Với việc bị khối Đồng Minh khước từ và Đế quốc Nhật Bản đầu hàng, dù cho Cách mạng tháng Tám không nổ ra thì Đế quốc Việt Nam cũng sẽ không thể tồn tại được quá 1 tháng, vì họ sẽ bị quân Đồng Minh (Anh và Pháp) loại bỏ khi đổ bộ lên Việt Nam vào tháng 9/1945.
Ngay bản thân nội các Đế quốc Việt Nam cũng bị chia rẽ. Nhiều quan chức của Đế quốc Việt Nam là người yêu nước, ban đầu họ tham gia vì muốn đem tài năng ra phục vụ đất nước, nhưng rồi họ nhận ra là mình không làm gì được trong gọng kìm khống chế của Nhật Bản nên cảm thấy chán ngán. Sau khi Cách mạng tháng Tám nổ ra, họ quay sang ủng hộ Việt Minh. Có người còn làm bộ trưởng trong chính phủ cách mạng của Việt Nam Dân chủ Cộng hòa.
Theo Báo Nhân Dân, do Đế quốc Việt Nam chưa hề tổ chức bất kỳ cuộc tổng tuyển cử nào để bầu lên Quốc hội – cơ quan quyền lực cao nhất của một nhà nước theo thể chế Cộng hòa (như cuộc Tổng tuyển cử năm 1946 của Việt Nam Dân chủ Cộng hòa) nên Đế quốc Việt Nam chưa thể trở thành một nhà nước chính danh, một người đại diện hợp pháp của nhân dân Việt Nam. Việc không tổ chức được Tổng tuyển cử còn cho thấy chính phủ Đế quốc Việt Nam không thể duy trì và thực hiện quyền lực quốc gia trong dài hạn và không đủ khả năng bảo vệ và đại diện cho nhân dân Việt Nam. Chính phủ Trần Trọng Kim – Bảo Đại đã bất lực trước các nhiệm vụ tự nó đặt ra lúc đầu. Ngay một công việc cấp bách khi đó là vận chuyển gạo từ miền Nam ra miền Bắc để cứu đói mà Chính phủ Trần Trọng Kim – Bảo Đại cũng không thực hiện nổi. Cố gắng dựa vào biểu tượng quân chủ đã lỗi thời và một ông vua không có thực quyền, Chính phủ Trần Trọng Kim không thể quy tụ được ý chí độc lập của người dân Việt Nam (thực tế cho thấy tổ chức trị an duy nhất của Đế quốc Việt Nam là "Thanh niên Tiền tuyến" cũng không nghe lệnh chính phủ này mà quay sang ủng hộ Việt Minh). Cùng với đó là sự công khai xác nhận mối gắn bó, sự phụ thuộc nặng nề vào Đế quốc Nhật Bản, một thế lực phát xít đã gây chiến tranh xâm lược khắp Đông Á, Đế quốc Việt Nam đã tự đặt mình vào thế đối lập với tất cả các cường quốc Đồng Minh chống phát xít. Với những mâu thuẫn nghiêm trọng cả bên trong lẫn bên ngoài đó, một khi Đế quốc Nhật Bản bại trận thì Đế quốc Việt Nam cũng không thể tồn tại được.

## Nhận xét
Theo nhà sử học Joyce C. Lebra, Đế quốc Việt Nam được thành lập như một bộ phận của chính sách Khối Thịnh vượng chung Đại Đông Á của Nhật. Tuy nhiên, nó cũng chỉ là một trong những khẩu hiệu và khái niệm được dùng để biện hộ cho sự chiếm đóng của Đế quốc Nhật Bản tại Đông Á từ thập niên 1930 cho đến hết Chiến tranh thế giới thứ hai, trong đó các chính quyền bản xứ phải vận động người dân và nền kinh tế trong nước phục vụ cho lợi ích của Đế quốc Nhật Bản. Các chính quyền này trên danh nghĩa là độc lập, song thực tế không có nhiều quyền lực, hầu hết các chính sách quan trọng đều do lực lượng quân quản Nhật quyết định (tiêu biểu như chính phủ bù nhìn Mãn Châu quốc của cựu hoàng đế nhà Thanh (Phổ Nghi) hay chính phủ Đế quốc Đại Hàn).
Theo tác giả Lê Xuân Khoa, Đế quốc Việt Nam dù không có thực quyền và chịu sự khống chế của Nhật Bản, song nó cũng "đóng một vai trò nhất định trong lịch sử". Nó là một bước đệm để cho Việt Nam có cơ hội đòi hỏi nền độc lập hoàn toàn khi thế chiến thứ hai kết thúc.
Theo tiến sĩ sử học Vũ Ngự Chiêu:
Chính phủ Trần Trọng Kim hoặc đã bị đánh giá thấp hay lãng quên. Khuynh hướng phù thịnh và sự thiếu tài liệu chính xác phần nào gây nên hậu quả này. Ngoài ra, các guồng máy tuyên truyền của các thế lực tảng lờ sự thực lịch sử, bẻ cong dữ kiện theo mục tiêu chính trị giai đoạn. Tuy nhiên, xúc động đã qua và các tài liệu văn khố cùng tư liệu nguyên bản khác đã được mở, chúng ta có thể đánh giá tầm quan trọng lịch sử của chính phủ Kim. Dài theo sự hiện hữu ngắn ngủi, và trong hoàn cảnh cực kỳ khó khăn, chính phủ Kim đã tham gia vào việc phát động một cuộc cách mạng từ trên xuống, khởi phát từ cuộc thanh trừng chính quyền Decoux. Hai trong những khía cạnh quan trọng cần nhấn mạnh: Đó là sự kích thích đám đông tham gia sinh hoạt chính trị, và, hiện tượng Việt-Nam-hóa hầu hết các cơ cấu xã hội [...] Dẫu vậy, những thành quả của Kim chẳng phải "chìm nhanh vào sự lãng quên không để lại một dấu vết" 
Theo Tiến sĩ Lê Mạnh Hùng:
"Chính phủ Trần Trọng Kim được thành lập sau khi Nhật Bản lật đổ chính quyền thuộc địa Pháp tại Đông Dương vào ngày 9 tháng 3 năm 1945 và tuyên bố trả độc lập cho Việt Nam. Nhưng vì độc lập mà Nhật gọi là trao trả cho Việt Nam rất là giới hạn thành ra việc thành lập chính phủ cũng bị rất nhiều trở ngại. Phải mất trên một tháng từ khi ông Bảo Đại ra tuyên ngôn tuyên bố độc lập vào ngày 11 tháng 3 cho đến ngày 15 tháng tư mới thành lập được chính phủ. Đó là vì Nhật không chấp nhận bất kỳ những nhà chính trị nào dù là thân Nhật mà họ cho rằng có thể có những ước vọng độc lập nhiều hơn là Nhật dành cho.

Với an ninh, quốc phòng và kinh tế tài chánh đều nằm trong tay quân đội Nhật, tất cả những gì mà chính phủ Trần Trọng Kim có thể đạt được trong việc giành lại chủ quyền cho Việt Nam thực tế là chỉ có tính cách biểu tượng. Nhưng trong tình huống Đông Dương vào năm chót của thế chiến thứ hai, biểu tượng này đóng một vai trò rất quan trọng. Biết rằng thất bại của Nhật Bản chỉ là một vấn đề thời gian, Trần Trọng Kim và chính phủ của ông đưa ra một chương trình nhằm thay đổi tâm lý người Việt đến mức mà đất nước sẽ không thể trở lại tình trạng thuộc địa nữa một khi chiến tranh chấm dứt...

Theo ông Hãn, để đạt được mục tiêu này, họ đề ra ba nhiệm vụ chính. Thứ nhất thương thuyết với Nhật để chuyển nhượng quyền chính trị và kinh tế về cho Việt Nam cũng như là thống nhất đất nước bị Pháp chia thành ba phần, bằng cách đưa Nam Kỳ và các thành phố Hà Nội, Hải Phòng và Tourane trở lại dưới sự cai trị của triều đình Huế. Thứ hai, Việt Nam hóa cơ cấu hành chánh thuộc địa của Pháp bằng cách thay thế các quan chức và chuyên viên Pháp, Nhật với người Việt. Và thứ ba tạo ra trong quần chúng một tinh thần quốc gia mới, một niềm ái quốc mới qua một hệ thống giáo dục hoàn toàn dùng tiếng Việt làm ngôn ngữ giảng dạy. Theo ông Hoàng Xuân Hãn, họ hy vọng rằng sẽ có được từ một năm đến 18 tháng để thực hiện chương trình này." 
Nhà sử học, giáo sư Đinh Xuân Lâm:
Về phía Nhật Bản, chúng cũng nhanh chóng tìm cách nắm chắc bộ máy cầm quyền "bản xứ" do người Pháp lập ra trước đó, và nay đã hoang mang dao động trước vụ Nhật đảo chính Pháp. Chúng bày trò "trao trả độc lập" để làm áp lực buộc vua Bảo Đại ký đạo Dụ số 1 "cải tổ bộ máy triều đình cho phù hợp với tình hình mới". Ngày 19 – 3, viện Cơ mật mới được thành lập trước đó (6-3) do Phạm Quỳnh đứng đầu xin từ chức, Nhật đưa Trần Trọng Kim từ Băng Cốc (Thái Lan) về Sài Gòn, rồi ra Huế gặp Bảo Đại và nhận đứng ra lập nội các mới. Ngày 17/4, nội các Trần Trọng Kim ra mắt. Ngày 4/5, nội các họp phiên đầu tiên, ngày 8/5 bệ kiến Bảo Đại và ra tuyên cáo chính thức. Nội các Trần Trọng Kim với thành phần là những trí thức có tên tuổi – trong số đó phải kể tới một số nhân vật tiêu biểu của nước ta trước năm 1945, có uy tín đối với nhân dân, như Trần Trọng Kim, Hoàng Xuân Hãn, Trịnh Đình Thảo, Phan Anh,...họ đều là giáo sư, luật gia, nhà báo chưa hề dính líu với bộ máy quan trường, trước đó lại từng có nhiều hoạt động thể hiện có tư tưởng yêu nước, có tinh thần dân tộc nên được nhiều người ngưỡng mộ – cũng đã làm cho một bộ phận nhân dân có phần tin tưởng, đặt hy vọng vào.

Thủ đoạn của bọn cầm quyền Nhật là triệt để lợi dụng bộ máy chính quyền do chúng mới dựng lên để lũng đoạn tình hình có lợi cho chúng, chúng chỉ muốn có một chính phủ bù nhìn hoàn toàn để thi hành mọi ý định của chúng. Mặc dù vậy, nội các Trần Trọng Kim vượt qua bao khó khăn từ nhiều phía, chủ yếu là từ Nhật, với lời hứa hẹn "phấn đấu cho Việt Nam thành một quốc gia độc lập" và với những công tác lớn được đưa vào chương trình hành động như "Giải quyết nạn đói", "Thống nhất chủ quyền lãnh thổ"... là những yêu cầu cấp bách của tình hình lúc đó, cũng đã đáp ứng một phần lòng mong mỏi của quốc gia...
Theo lời thuật của Phan Anh, Bộ trưởng Bộ Thanh niên của Đế quốc Việt Nam:
Lúc ấy, những công chức người Pháp vẫn tiếp tục làm việc. Nhưng họ có mưu mô. Ngoan ngoãn cúi đầu trước Nhật. Thâm ý là chờ đợi xem thế nào? Chờ đợi một cách tích cực. Cụ thể là: Chịu sự sai bảo của ông chủ mới để được ngồi lỳ trong bộ máy hành chánh. Trong phủ Toàn quyền, trong phủ Thống sứ: toàn là người Pháp. Họ đã mất con bài chính trị, thì phải giữ con bài hành chính... Chắc chắn Nhật chóng hay chầy sẽ đầu hàng. Giữ chặt các chức vụ hành chánh để còn có vai trò trong tương lai. Bên cạnh trận địa hành chánh, lại còn trận địa kín nữa chứ... Tôi với tư cách người yêu nước, tôi đã quan sát tình hình ấy. Chúng tôi không muốn bị cả người Pháp lẫn người Nhật đánh lừa mình. Nhóm trí thức chúng tôi không phải một đảng mà là một nhóm, chúng tôi nghĩ rằng nhiệm vụ cấp bách là phải đuổi bọn Pháp ra khỏi bộ máy hành chính. Chúng tôi huy động sinh viên, thanh niên công chức làm việc đó. "Khẩu hiệu thứ hai của chúng tôi là tạm thời ngồi làm việc với người Nhật, nhưng không là "đồng tác giả" (co-auteurs), không phải là "kẻ hợp tác" với họ; phải giữ thế trung lập...."

Lấy tư cách là thành viên của chính phủ Trần Trọng Kim, tôi nói với ông rằng chúng tôi tuyệt đối không có ảo vọng gì về người Nhật. Tình thế đã dứt khoát rồi. Phải là kẻ điên mới đi hợp tác với Nhật. Có những người điên, nhưng chúng tôi là trí thức, chúng tôi tham gia chính phủ là để phụng sự. Chính với chính sách ấy mà chúng tôi đã thành lập chính phủ với khẩu hiệu như vừa nói là: Đuổi cổ bọn Pháp và nắm lấy độc lập....

Chính phủ Trần Trọng Kim với tất cả bộ trưởng cùng theo đuổi một mục đích như tôi; đã tự vạch ra đường lối chung cho mình mà tôi vừa phác lại để ông thấy rõ. Chính phủ ấy khi ra đời đã tự coi như một mắt xích lâm thời, tôi có thể nói hẳn ra là, theo tôi nhận định, như một công cụ phục vụ cho sự nghiệp giành độc lập. Chúng tôi không coi chính mình là những người' lãnh đạo phong trào, lãnh đạo đất nước, mà là những công cụ, những tay chân của công cuộc đấu tranh dân tộc. Và do đó sự chuyển tiếp từ chính phủ Trần Trọng Kim đến nền cộng hòa trong Cách mạng tháng Tám diễn ra một cách tự nhiên suôn sẻ nữa cơ. Tôi có thể nói với ông rằng với tư cách bộ trưởng, chúng tôi trăm phần trăm ủng hộ Chủ tịch Hồ Chí Minh. Tất cả, kể cả Thủ tướng Trần Trọng Kim. Đã có sự nhất trí toàn vẹn, sâu sắc về sự chuyển tiếp ấy.
Trong báo Cờ giải phóng (số 13), nhà sử học Trần Văn Giàu phân tích:
"Nội các Trần Trọng Kim không có những tên Việt gian nổi tiếng ở trong. Giặc Nhật không dám cho những tên chó săn quá lộ lên "cầm quyền", e mất tín nhiệm với dân.

Nhưng dù giặc Nhật có giở trò gì chúng cũng không lừa phỉnh được dân ta. Rồi đây, nội các Trần Trọng Kim có làm được công chuyện gì đáng kể không? Nhất định không! Thân phận là bù nhìn, nó chỉ có thể giữ việc bù nhìn. Phương châm của nó là: Hứa hẹn thật nhiều, thực hành rất ít hay thực hành trái với lời hứa. Nhiệm vụ của nó là bọc nhung vào ách Nhật Bản đầu độc đồng bào. Thái độ của nó là: Ca ngợi giặc Nhật, vào hùa với giặc áp bức bóc lột nhân dân.

Cho nên, thấy Nhật thu thóc, nó câm miệng. Thấy Nhật tăng thuế, nó gật đầu. Thấy Nhật bắn giết, nó làm thinh. Giúp Nhật bắt lính, bắt phu, nó hô hào đi lính, đi phu cho Nhật"

Chủ trương của Đảng Cộng sản Đông Dương và Việt Minh là không ủng hộ chính phủ Trần Trọng Kim, không thỏa hiệp với chúng. Chủ trương của Đảng Cộng sản là vạch mặt chính phủ Trần Trọng Kim, đánh đổ nó, trong lúc đó thì ta ngó thấy rằng kẻ thù chính là quân phiệt Nhật, bố đẻ của chính phủ Trần Trọng Kim"
Nhà nghiên cứu Phạm Xuân Ba, nhận xét rằng "nền độc lập" của Đế quốc Việt Nam rõ ràng chỉ là giả hiệu bởi những lý do sau:
- Một nước độc lập phải có một Chính phủ được toàn dân bầu ra, có bộ máy Nội các đầy đủ, hoàn toàn độc lập. Đế quốc Việt Nam thì hoàn toàn không có Quốc hội, không có Hiến pháp và cũng không do nhân dân bầu cử ra, sự ra đời của nó là từ toan tính của Đế quốc Nhật Bản. Chính phủ này cũng không có Bộ Quốc phòng, không có quân đội, không có Bộ Công an, việc giữ an ninh quốc gia, tuyên truyền do quân Nhật nắm giữ.
- Chính phủ Trần Trọng Kim đã để mặc (hoặc không dám ngăn cản) quân Nhật vơ vét lương thực của người dân, gây ra nạn đói kinh hoàng làm chết hơn 2 triệu người ở nhiều tỉnh miền Bắc.
- Câu nói cuối cùng trong bản Tuyên cáo là "Chính phủ Việt Nam một lòng tin cậy lòng thành ở Nhật Bản đế quốc, quyết chí hợp tác với nước Nhật, đem hết tài sản trong nước để cho đạt được mục đích như trên", tự điều đó cho thấy chính phủ này phải lệ thuộc chặt chẽ vào Đế quốc Nhật Bản
- Ngày 25/8/1945, Bảo Đại đã đọc Tuyên ngôn Thoái vị trước hàng ngàn người tại Ngọ Môn, sau đó trao ấn tín cho đại diện Việt Minh là ông Trần Huy Liệu. Bảo Đại nói: "Trẫm muốn làm dân một nước độc lập, hơn làm Vua một nước bị trị". Câu nói này chứng tỏ Bảo Đại thừa nhận trước đó nước Việt Nam chưa có được độc lập, và chính Bảo Đại đã "khai tử" bản Tuyên ngôn Độc lập giả hiệu mà ông phải đọc từ sức ép của đế quốc Nhật.

Chính cựu hoàng Bảo Đại cũng đã viết cho Chính phủ Pháp vào tháng 12-1945: "Năm 1940, Chính phủ Pháp ở Đông Dương đã hiến một cách vô sỉ đất đai của chúng tôi cho phát xít Nhật, nhưng chúng tôi đã giành được nền độc lập hoàn toàn ngày 2 tháng 9 năm 1945"
Trong thư viết ngày 8 tháng 5 năm 1947 tại Sài Gòn gửi học giả Hoàng Xuân Hãn, ông Trần Trọng Kim nói về sự yếu ớt và bất lực của Đế quốc Việt Nam năm 1945, và vai trò tiếp quản của Việt Minh như sau: 
"Còn về phương diện người mình, thì tôi thấy không có gì đáng vui. Phe nọ đảng kia lăng nhăng chẳng đâu vào đâu cả. Ai cũng nói vì lòng ái quốc, nhưng cái lòng ái quốc của họ chỉ ở cửa miệng mà thôi, nhưng kỳ thực là vì địa vị và quyền lợi, thành ra tranh giành nhau, nghi kỵ nhau rồi lăng mạ lẫn nhau... Tôi thấy tình thế có nhiều nỗi khó khăn quá, mà mình thì thân cô thế cô, không làm gì được, cho nên chỉ giữ cái địa vị bàng quan mà thôi... Tôi vẫn biết việc chống Pháp chỉ có Việt Minh mới làm nổi... Nay Việt Minh đứng vào cái địa vị chống Pháp, tất là có cái thanh thế rất mạnh...".